# Saint-Martin-le-Nœud
Pour les articles homonymes, voir Saint-Martin.
Saint-Martin-le-Nœud est une commune française située dans le département de l'Oise en région Hauts-de-France.

## Géographie
Sud de Beauvais.
| Aux-Marais          |                      | Beauvais |
|                     | Saint-martin-le-Nœud | Allonne  |
| Saint-Léger-en-Bray | Berneuil-en-Bray     | Frocourt |

### Hydrographie

#### Réseau hydrographique
La commune est située dans le bassin Seine-Normandie. Elle est drainée par le cours d'eau 02 de la Maison Blanche et le fossé 01 de la commune de Saint-Martin-le-Noeud,,.

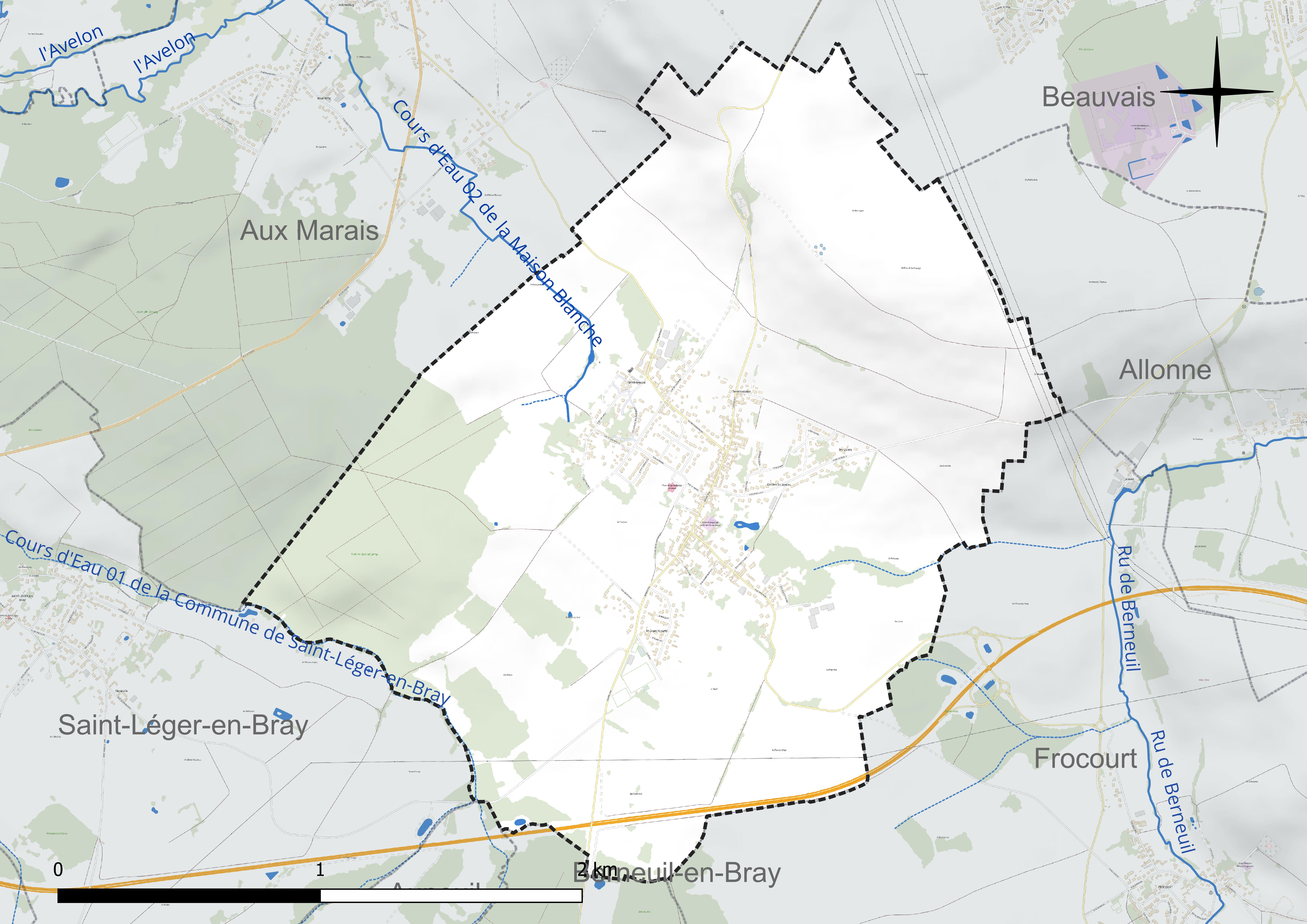
Réseau hydrographique de Saint-Martin-le-Nœud.

#### Gestion et qualité des eaux
Le territoire communal est couvert par le schéma d'aménagement et de gestion des eaux (SAGE) « Sensée ». Ce document de planification concerne un territoire de 1 219 km2 de superficie, délimité par le bassin versant du Thérain. Le périmètre a été arrêté le 27 janvier 2023 et le SAGE proprement dit est, en 2024, en cours d'élaboration. La structure porteuse de l'élaboration et de la mise en œuvre est le syndicat intercommunal de la Vallée du Thérain (SIVT). 
La qualité des cours d'eau peut être consultée sur un site dédié géré par les agences de l'eau et l'Agence française pour la biodiversité. 

### Climat
Pour des articles plus généraux, voir Climat des Hauts-de-France et Climat de l'Oise.
En 2010, le climat de la commune est de type climat océanique dégradé des plaines du Centre et du Nord, selon une étude du CNRS s'appuyant sur une série de données couvrant la période 1971-2000. En 2020, Météo-France publie une typologie des climats de la France métropolitaine dans laquelle la commune est exposée à un climat océanique et est dans une zone de transition entre les régions climatiques « Sud-ouest du bassin Parisien » et « Nord-est du bassin Parisien ». 
Pour la période 1971-2000, la température annuelle moyenne est de 10,5 °C, avec une amplitude thermique annuelle de 14,3 °C. Le cumul annuel moyen de précipitations est de 738 mm, avec 11,6 jours de précipitations en janvier et 8 jours en juillet. Pour la période 1991-2020, la température moyenne annuelle observée sur la station météorologique la plus proche, située sur la commune de Tillé à 8 km à vol d'oiseau, est de 11,0 °C et le cumul annuel moyen de précipitations est de 655,5 mm,. Pour l'avenir, les paramètres climatiques de la commune estimés pour 2050 selon différents scénarios d'émission de gaz à effet de serre sont consultables sur un site dédié publié par Météo-France en novembre 2022.

## Urbanisme

### Typologie
Au 1er janvier 2024, Saint-Martin-le-Nœud est catégorisée bourg rural, selon la nouvelle grille communale de densité à sept niveaux définie par l'Insee en 2022.
Elle est située hors unité urbaine. Par ailleurs la commune fait partie de l'aire d'attraction de Beauvais, dont elle est une commune de la couronne,. Cette aire, qui regroupe 162 communes, est catégorisée dans les aires de 50 000 à moins de 200 000 habitants,.

### Occupation des sols
L'occupation des sols de la commune, telle qu'elle ressort de la base de données européenne d'occupation biophysique des sols Corine Land Cover (CLC), est marquée par l'importance des territoires agricoles (73,5 % en 2018), en augmentation par rapport à 1990 (72,6 %). La répartition détaillée en 2018 est la suivante : 
terres arables (51,7 %), zones urbanisées (15,1 %), zones agricoles hétérogènes (12 %), forêts (11,4 %), prairies (9,8 %). L'évolution de l'occupation des sols de la commune et de ses infrastructures peut être observée sur les différentes représentations cartographiques du territoire : la carte de Cassini (XVIIIe siècle), la carte d'état-major (1820-1866) et les cartes ou photos aériennes de l'IGN pour la période actuelle (1950 à aujourd'hui).

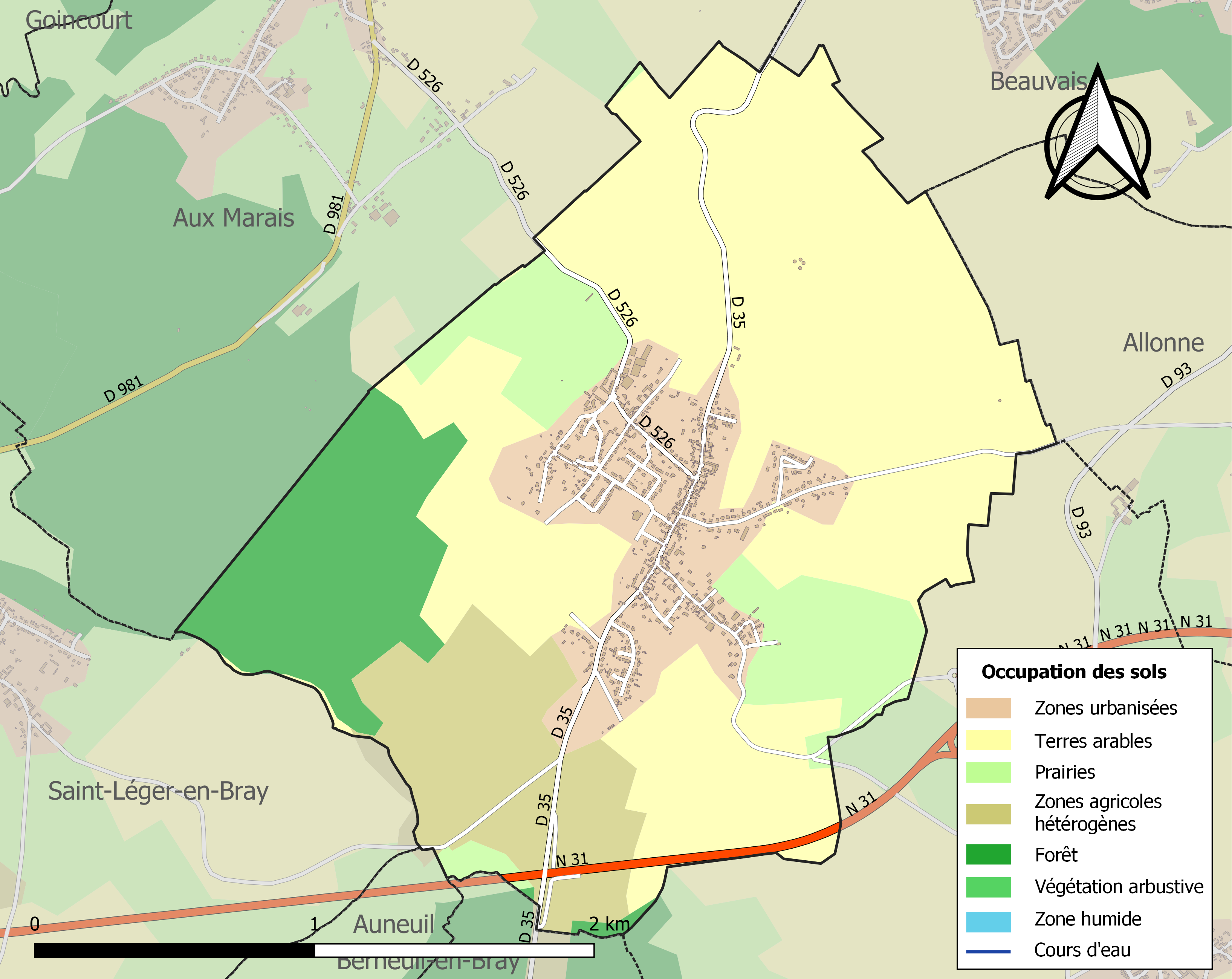
Carte des infrastructures et de l'occupation des sols de la commune en 2018 (CLC).

### Voies de communication et transports
La commune est desservie, en 2023, par une ligne scolaire et le service de transport à la demande Corolis à la demande - Zone Centre du réseau Corolis ainsi que par les lignes 617, 6138 et 6144 du réseau interurbain de l'Oise.

## Géologie
Le substrat géologique calcaire a donné lieu à une exploitation par l'homme qui a laissé des carrières souterraines où la remontée de la nappe phréatique après l'exploitation a créé une vingtaine de petits lacs souterrains artificiels, à surveiller, car le retour de l'eau peut dégrader les piles de soutènement, et parce que de tels lacs peuvent être accidentellement pollués à partir de la surface et alors polluer la nappe qui les alimente.  Certains de ces lacs, ont été utilisés pour étudier et mieux comprendre les comportements des nappes phréatiques par exemple en France dans les cavités souterraines laissées par une carrière de craie qui s'étendait sur 1,2 km de long et 150 m de large, à 30 m de profondeur environ.

## Toponymie
Le nom de la localité est attesté sous les formes ecclesiam de Nodo (vers 1140) ; Nodum (1147) ; in valle Nodi (1182) ; de Nodo sancti Martini (1220) ; Sanctus Martinus de nodo (1220) ; Sanctus Martinus de novo (1245) ; Saint Martin le neuf (1392) ; in parrochia sancti Martini novi (1404) ; eccl. sancti Martini de nodo (XVIe) ; St Martin le neud (XVIe) ; Martin le Nœud (1794) ; Saint-Martin-le-Nœud (1840).

L'hagiotoponyme Saint-Martin fait référence à Martin de Tours ou à Martin de Corbie.
Son nom s'explique par la confluence de sept voies, celles-ci longeant la voie romaine de Beauvais à Gisors, qui formaient un carrefour, près de l'église.

## Histoire
Le 15 janvier 1954, une partie de la commune est cédée pour former la commune d'Aux Marais dont la scission avait été demandée dès 1833, en vain jusqu'en 1945,.
En octobre 1983, un sextuple meurtre est commis dans la commune avec l'assassinat de la Famille Labrousse par Pascal Dolique. Jean-Yves Labrousse est le seul rescapé.
Depuis 2004, Saint-Martin accueille le festival international francophone d'improvisation théâtrale, Les "30 heures d'impro", ce festival est créé par l'Improthéo et se déroule souvent entre le 20 et le 25 mai. Il se déroule alors plusieurs match d'improvisation opposant la France, le Québec, la Belgique, la Suisse et autres pays francophones.
Saint-Martin-le-Nœud accueille aussi l'un des Marché de Noël les plus fréquentés de l'Oise. Il est également le plus vieux de ce département.

## Politique et administration
| Période                                  | Période                   | Identité            | Étiquette | Qualité |
| ---------------------------------------- | ------------------------- | ------------------- | --------- | ------- |
| Les données manquantes sont à compléter. |                           |                     |           |         |
| mars 2001                                | avril 2014                | Jean-Michel Foucher |           |         |
| avril 2014                               | En cours (au 6 juin 2014) | Jean-Marie Duriez   |           |         |

## Population et société

### Démographie

#### Évolution démographique
L'évolution du nombre d'habitants est connue à travers les recensements de la population effectués dans la commune depuis 1793. Pour les communes de moins de 10 000 habitants, une enquête de recensement portant sur toute la population est réalisée tous les cinq ans, les populations de référence des années intermédiaires étant quant à elles estimées par interpolation ou extrapolation. Pour la commune, le premier recensement exhaustif entrant dans le cadre du nouveau dispositif a été réalisé en 2007.

En 2022, la commune comptait 1 080 habitants, en évolution de +3,45 % par rapport à 2016 (Oise : +0,87 %, France hors Mayotte : +2,11 %).
| 1793 | 1800 | 1806 | 1821 | 1831 | 1836 | 1841 | 1846 | 1851 |
| ---- | ---- | ---- | ---- | ---- | ---- | ---- | ---- | ---- |
| 620  | 610  | 649  | 676  | 774  | 863  | 819  | 839  | 835  |

| 1856 | 1861 | 1866 | 1872 | 1876 | 1881 | 1886 | 1891 | 1896 |
| ---- | ---- | ---- | ---- | ---- | ---- | ---- | ---- | ---- |
| 818  | 756  | 786  | 701  | 711  | 716  | 698  | 727  | 748  |

| 1901 | 1906 | 1911 | 1921 | 1926 | 1931 | 1936 | 1946 | 1954 |
| ---- | ---- | ---- | ---- | ---- | ---- | ---- | ---- | ---- |
| 756  | 700  | 669  | 655  | 694  | 694  | 662  | 738  | 370  |

| 1962 | 1968 | 1975 | 1982 | 1990  | 1999 | 2006  | 2007  | 2012  |
| ---- | ---- | ---- | ---- | ----- | ---- | ----- | ----- | ----- |
| 421  | 517  | 727  | 873  | 1 006 | 940  | 1 042 | 1 057 | 1 035 |

| 2017  | 2022  | - | - | - | - | - | - | - |
| ----- | ----- | - | - | - | - | - | - | - |
| 1 040 | 1 080 | - | - | - | - | - | - | - |

#### Pyramide des âges
La population de la commune est relativement jeune.
En 2018, le taux de personnes d'un âge inférieur à 30 ans s'élève à 29,4 %, soit en dessous de la moyenne départementale (37,3 %). À l'inverse, le taux de personnes d'âge supérieur à 60 ans est de 26,5 % la même année, alors qu'il est de 22,8 % au niveau départemental.
En 2018, la commune comptait 517 hommes pour 522 femmes, soit un taux de 50,24 % de femmes, légèrement inférieur au taux départemental (51,11 %).
Les pyramides des âges de la commune et du département s'établissent comme suit.
| Hommes | Classe d’âge | Femmes |
| ------ | ------------ | ------ |
| 0,0    | 90 ou +      | 0,4    |
| 5,8    | 75-89 ans    | 6,3    |
| 19,7   | 60-74 ans    | 21,0   |
| 28,1   | 45-59 ans    | 26,1   |
| 18,0   | 30-44 ans    | 16,0   |
| 12,7   | 15-29 ans    | 13,5   |
| 15,8   | 0-14 ans     | 16,7   |

| Hommes | Classe d’âge | Femmes |
| ------ | ------------ | ------ |
| 0,5    | 90 ou +      | 1,4    |
| 5,5    | 75-89 ans    | 7,6    |
| 15,6   | 60-74 ans    | 16,3   |
| 20,8   | 45-59 ans    | 20     |
| 19,4   | 30-44 ans    | 19,4   |
| 17,6   | 15-29 ans    | 16,2   |
| 20,6   | 0-14 ans     | 19,1   |

## Lieux et monuments

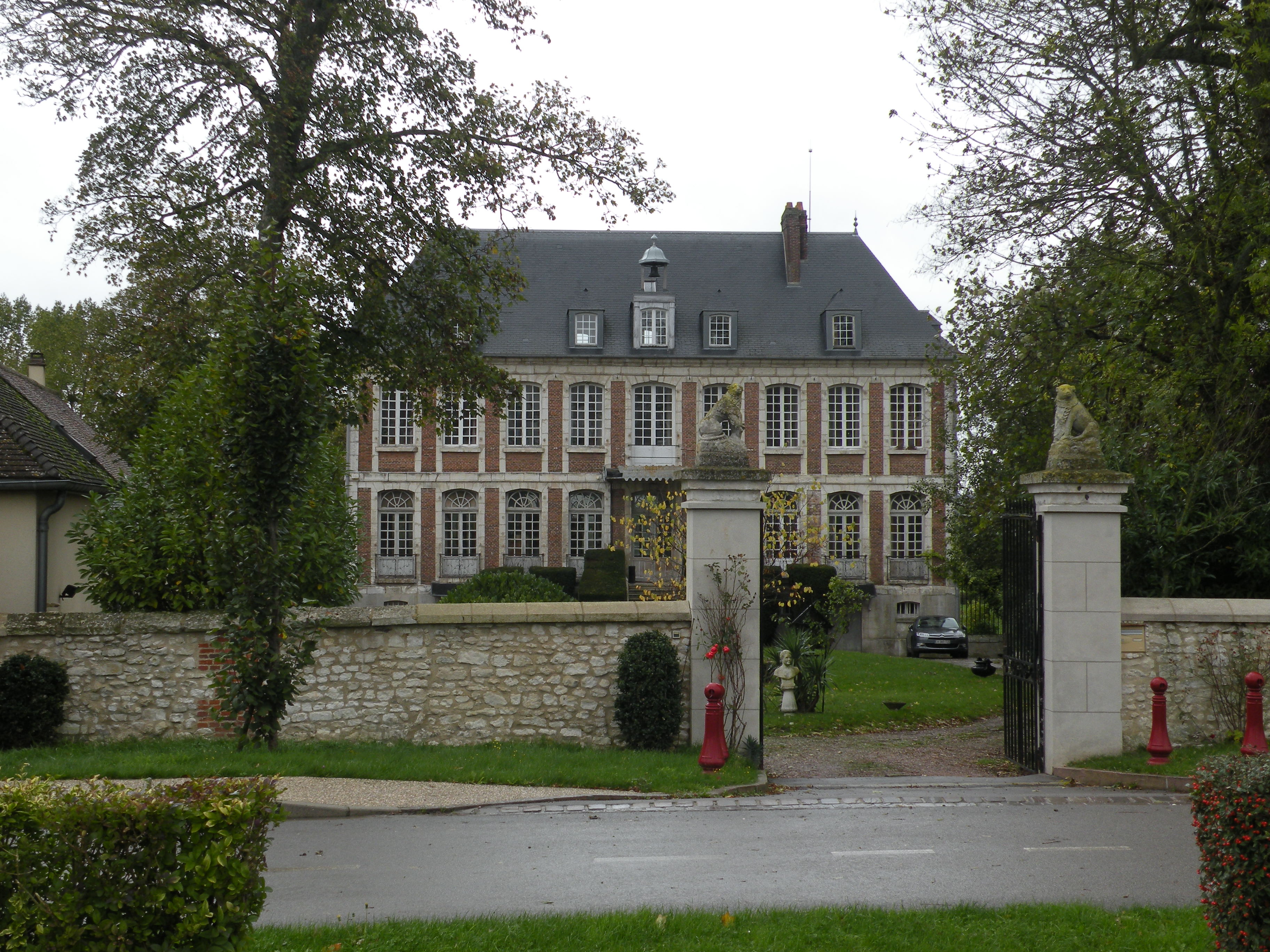
Le château de Flambermont.

- Le château de Flambermont est inscrit aux monuments historiques.